# Champvoisy
Champvoisy és un municipi francès, situat al departament del Marne i a la regió del Gran Est. L'any 2007 tenia 198 habitants.

## Demografia

### Població
El 2007 la població de fet de Champvoisy era de 198 persones. Hi havia 80 famílies, de les quals 28 eren unipersonals (20 homes vivint sols i 8 dones vivint soles), 16 parelles sense fills i 36 parelles amb fills.
La població ha evolucionat segons el següent gràfic:
Habitants censats

### Habitatges
El 2007 hi havia 122 habitatges, 82 eren l'habitatge principal de la família, 30 eren segones residències i 10 estaven desocupats. 119 eren cases i 2 eren apartaments. Dels 82 habitatges principals, 66 estaven ocupats pels seus propietaris, 12 estaven llogats i ocupats pels llogaters i 4 estaven cedits a títol gratuït; 4 tenien dues cambres, 11 en tenien tres, 13 en tenien quatre i 54 en tenien cinc o més. 71 habitatges disposaven pel capbaix d'una plaça de pàrquing. A 47 habitatges hi havia un automòbil i a 31 n'hi havia dos o més.

### Piràmide de població
La piràmide de població per edats i sexe el 2009 era:
| Homes | Edats   | Dones |
| ----- | ------- | ----- |
| 0     | 95 o +  | 0     |
| 0     | 90 a 94 | 4     |
| 0     | 85 a 89 | 4     |
| 4     | 80 a 84 | 0     |
| 0     | 75 a 79 | 0     |
| 4     | 70 a 74 | 4     |
| 8     | 65 a 69 | 4     |
| 4     | 60 a 64 | 4     |
| 0     | 55 a 59 | 0     |
| 0     | 50 a 54 | 4     |
| 8     | 45 a 49 | 0     |
| 0     | 40 a 44 | 8     |
| 16    | 35 a 39 | 8     |
| 20    | 30 a 34 | 20    |
| 0     | 25 a 29 | 4     |
| 0     | 20 a 24 | 0     |
| 8     | 15 a 19 | 0     |
| 4     | 10 a 14 | 0     |
| 8     | 5 a 9   | 20    |
| 12    | 0 a 4   | 4     |

## Economia
El 2007 la població en edat de treballar era de 121 persones, 101 eren actives i 20 eren inactives. De les 101 persones actives 89 estaven ocupades (50 homes i 39 dones) i 12 estaven aturades (6 homes i 6 dones). De les 20 persones inactives 6 estaven jubilades, 2 estaven estudiant i 12 estaven classificades com a «altres inactius».

### Ingressos
El 2009 a Champvoisy hi havia 92 unitats fiscals que integraven 240 persones, la mediana anual d'ingressos fiscals per persona era de 17.079 €.

### Activitats econòmiques
Dels 6 establiments que hi havia el 2007, 3 eren d'empreses de construcció, 1 d'una empresa de comerç i reparació d'automòbils i 2 d'empreses classificades com a «altres activitats de serveis».
L'any 2000 a Champvoisy hi havia 10 explotacions agrícoles que ocupaven un total de 474 hectàrees.

## Poblacions més properes
El següent diagrama mostra les poblacions més properes.